# 萩野貞樹
萩野 貞樹（はぎの さだき、1939年10月5日 - 2008年2月24日）は、日本の国語学者、元産業能率大学教授。国語問題協議会常任理事。

## 経歴
秋田県に生まれる。一橋大学法学部卒業後、鶴見女子高等学校教諭を経て産業能率大学教授となる。
1970年、「辻村敏樹氏の敬語説への疑問」で「月刊文法賞」を受賞。1971年、「「人間教育」論をめぐって」で「自由新人賞」を受賞。
雑誌『自由』『日本及日本人』などを中心に、国語学、日本語系統論、日本神話などに関する論考を多数発表した。ペンネーム「萩野棟省」を用いた文章も多い。
2008年2月24日午前3時59分、前立腺癌のため東京都墨田区の病院で死去。68歳没。

## 主要著作

### 単著
- 『範例による文章表現』（双文堂出版　1988年）
- 『実用漢字・熟語集』（双文堂出版　1990年）
- 『名文と悪文』（日本教文社　1992年）
- 『ことばの教室』（近代文芸社　1993年）
- 『みなさん、これが敬語ですよ』（リヨン社　2001年）
- 『みなさん、これが美しい日本語ですよ』（リヨン社　2002年）
- 『敬語のイロハ教えます』（リヨン社　2002年）
- 『感動を教えてくれた国語教科書』（徳間書店　2002年）
- 『旧かなを楽しむ』（リヨン社　2003年）
- 『歪められた日本神話』（PHP研究所　2004年）
- 『日本語の小骨』（リヨン社　2005年）
- 『ほんとうの敬語』（PHP研究所 2005年）
- 『旧かなと親しむ』（リヨン社　2006年）
- 『舊漢字』（文芸春秋　2007年）
- 『旧かなづかひで書く日本語』（幻冬舎　2007年）
- 『敬語の基本教えます』（リヨン社　2008年）

### 共編著
- 石井公一郎共編『英才を育てるための小学校「国語」副読本』（PHP研究所　2005年）

### 分担執筆
- 福田恆存他編『崩れゆく日本語』（英潮社　1975年）
- 『平成新選百人一首』(正仮名(歴史的仮名遣い)、正漢字(旧字)版) 宇野精一, 橋本喜典,萩野貞樹,阿川佐和子,石井好子, 佐佐木幸綱, 篠弘, 津川雅彦,米長邦雄,明成社, 2002, ISBN 978-4944219124
- 『平成新選百人一首』(新カナ、新漢字版) 宇野精一, 橋本喜典,萩野貞樹,阿川佐和子,石井好子, 佐佐木幸綱, 篠弘, 津川雅彦,米長邦雄,文藝春秋,2002,ISBN 978-4163582801
- 『平成新選百人一首カルタ』(正仮名(歴史的仮名遣い)、正漢字(旧字)版) ) 宇野精一, 橋本喜典,萩野貞樹,阿川佐和子,石井好子, 佐佐木幸綱, 篠弘, 津川雅彦,米長邦雄,明成社,2002 ISBN 978-4944219148
- 久世光彦編『話したい、話せない、「話す」の壁』（ゆまに書房　2006年）

### 監修
- 『えんぴつで読み書き味わう宮沢賢治』（リヨン社　2006年）
- 『えんぴつで読み書き味わう島崎藤村』（リヨン社　2006年）

### 論文
- 「アメノミナカヌシは消せるか　その「架上」の説を中心に」（『現代思想』1986年11月号）
- 「おかしな,おかしな小学校国語教科書の言語学」（『正論』1998年10月号）
- 「日本神話の大誤解　第1回」（『正論』1999年2月号）
- 「日本神話の大誤解　第2回　神話の矛盾・不合理ということ」（『正論』1999年3月号）
- 「日本神話の大誤解　第3回　聖数説に踊る学者たち」（『正論』1999年4月号）
- 「小学校国語教科書の「非言語」「非道徳」」（『正論』1999年8月号）
- 「小学校国語教科書の失語症--あふれる国権憎悪（上）」（『正論』2000年5月号）
- 「小学校国語教科書の国語嫌い（中）」（『正論』2000年6月号）
- 「小学校国語教科書の珍文奇語（下）」（『正論』2000年7月号）
- 「大ベストセラー大野晋氏の『日本語練習帳』は奇書である」（『正論』2000年10月号）
- 「小学校国語教科書の暴走」（『正論』2001年1月号）
- 「簡単に使える敬語　三去三禁の提唱」（『日本語学』2005年9月号）
- 「日本神話についての大非常識‐‐天之御中主神、その祭祀の痕跡をめぐって」（『日本文化』2006年春号）
- 「文化庁は敬語に口出しするな」（『Voice』2007年5月号）
- 「日本語は日本でできた（上）」（『新日本学』2007年春号）
- 「日本語は日本でできた（下）」（『新日本学』2007年夏号）